# Ormosia profesta
Ormosia profesta là một loài ruồi trong họ Limoniidae. Chúng phân bố ở miền Cổ bắc.